# Picolino da Portela

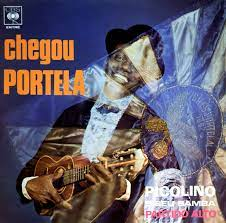

Claudemiro José Rodrigues, mais conhecido como Picolino da Portela (Rio de Janeiro, 13 de maio de 1930 — Rio de Janeiro, 9 de setembro de 2003), foi um cantor, compositor e instrumentista brasileiro. Faz parte da ala de compositores da escola de samba Portela.
Claudemiro José Rodrigues, o Picolino da portela. Assim como "Silêncio que o natal morreu" e ''O Cotidiano'' , que compôs e gravou, outra pepita do samba em tom menor, "Lenços Brancos" (de versos iniciais em epígrafe), é obra maior da lavra de Picolino, muito bem cantada por sua grande intérprete, Eliana Pittman.
Também na voz dessa cantora carioca faz a sua saudação a outros bambas em "Tô Chegando, Já Cheguei", ele que, em 1950, aos 20 anos, adentrou pela primeira vez, para ficar até a morte, o terreiro portelense, egresso, já compositor, do bloco Unidos da Tamarineira, de Oswaldo Cruz. Conhecendo na nova agremiação Candeia e Waldir 59, nela integraria com eles um setor famoso no desfile de carnaval, a Ala dos Impossíveis (a primeira a surgir com coreografia), que lhes possibilitou, em meados dos anos 50, no clube High Life, na Glória, apresentação com as orquestras de Severino Araújo e Cipó. Em 1957, saborearam, juntos, o prazer de ver a azul e branco atravessar a passarela levando no gogó o belo "lençol" (samba descritivo e longo) que fizeram para o enredo "Legados de D. João VI", gravado naquele mesmo ano pela Sinter em "A Vitoriosa Escola de Samba Portela", um pioneiro elepê da escola.

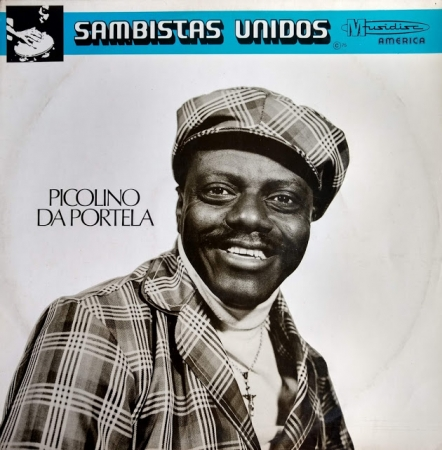

Ainda com Candeia e mais Casquinha, Casemiro, Arlindo, Jorge do Violão e Davi do Pandeiro, Picolino formou, em princípios dos anos 60, quando era a revitalização do chamado samba de raiz, o grupo Mensageiros do Samba. Uma bolacha da Philips foi a única, então, dessa experiência conjunta a girar no prato da vitrola, consequência que não viria de outra formação, de 1966: o Trio ABC, da mesma Portela, em que Picolino teve como parceiros de canto, composição e ritmo Noca (feirante recém-chegado da Paraíso do Tuiuti e levado por Paulinho da Viola à nova escola) e o multifuncional Colombo (peixeiro, guarda portuário, cantor de gafieira, técnico em Comunicação e auditor fiscal do INSS ao longo da vida - um baiano falecido em 2004).

Se não chegou ao vinil, o trio teve acesso a programas de grande audiência da nossa tevê, como os de Chacrinha e Flávio Cavalcanti, além de ter realizado shows por todo o país. Em 1967, em festival de músicas de carnaval promovido pela Secretaria de Turismo da então Guanabara e pelo Museu da Imagem e do Som, presidido por Ricardo Cravo Albin, em associação com a TV Excelsior, Picolino, Noca e Colombo obtiveram, na final do Maracanãzinho, a quinta colocação com "Portela Querida" ("Minha Portela querida/és razão da minha própria vida..."). Um samba que ganharia projeção na mídia com a gravação, em compacto simples da Odeon, por sua intérprete no certame, Elza Soares, laureada com o troféu Carmen Miranda, entregue por Aurora Miranda. O coração da cidade, mais uma vez, deixava-se levar pelo rio de beleza musical da Portela, para o qual o afluente Picolino, com suas águas autorais, muito concorreu. Picolino é uma saudade que ficou a mais (como ele mesmo cantou em música de Erivaldo Santos e Valentim) e se fixou no firmamento do samba, tornando-se uma outra estrela de Madureira que não se apaga.

## Grupo Mensageiros do Samba
Grupo fundado pelo compositor e cantor Candeia no início da década de 1960 e que fez parte do "Movimento de Revitalização do Samba de Raiz", promovido pelo Centro de Cultura Popular (CPC) em parceria com a UNE (União Nacional dos Estudantes). Gravou apenas um disco, no início da década de 1960, o LP "Mensageiros do samba", pela Philips, com músicas de Candeia e Picolino. Este, mais tarde, iria formar o Trio ABC da Portela (com Noca e Colombo). Dentre as músicas gravadas neste disco destacam-se: "Se eu conseguir", de (Picolino e Casquinha) e "Lenço branco" de (Picolino). Em 1964, o grupo começou a se apresentar no Zicartola, a convite de Cartola e Dona Zica. 

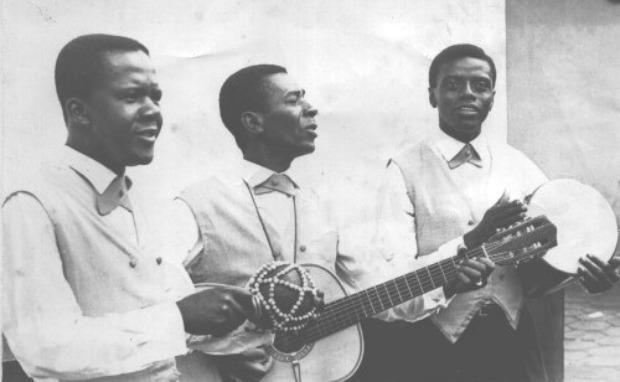

Por volta de 1966, Picolino saiu do grupo e, mais tarde, formou o Trio ABC da Portela, juntamente com Noca da Portela e Colombo. Candeia seguiu carreira solo, gravando seu primeiro disco em 1970, pela gravadora Equipe. 

## Trio ABC da Portela
O Trio ABC da Portela foi um conjunto musical carioca de samba, formado na década de 1960 por Colombo, Noca da Portela e Picolino da Portela.  Fez sucesso apresentando-se em programas de TV como Chacrinha e Flávio Cavalcante e em teatros da cidade, animou muitos bailes de carnaval e participo da gravação de alguns discos.
Em 1966, Paulinho da Viola convidou Noca para ingressar na Ala dos Compositores da escola de samba Portela, onde este conheceu Colombo e Picolino e fundaram o grupo. O trio chegou a gravar alguns compactos e seus componentes, em parcerias com outros compositores, foram contemplados com vários sambas vencedores em carnavais na Portela.
Em 1967, participou do II Concurso de Música de Carnaval promovido pela Secretaria de Turismo e pelo Museu da Imagem e do Som em parceria com a TV Excelsior.
Entre cerca de 2 mil músicas inscritas de diversos estados, 12 (doze) entre as 36 (trinta e seis) classificadas foram gravadas a fim de integrar o acervo do Museu da Imagem e do Som, num trabalho feito por “cobras” da música popular como Jacob do Bandolim, Mozart Araújo, Alberto Rego, Lúcio Rangel e Juvenal da Portela.
No júri, membros do Conselho Popular do Museu da Imagem e do Som: o acadêmico Marques Rebelo, a escritora Eneida, o maestro Guerra Peixe, o produtor Haroldo Costa, o poeta Hermínio Belo de Carvalho, o jornalista Brício de Abreu, o diretor do conselho de música popular Ricardo Cravo Albim, Alberto Rego, Ilmar Carvalho, Juvenal Portela, Lúcio Portela, Lúcio Rangel, Mauro Ivã, Mozart de Araújo, Paulo Medeiros e Albuquerque, Sérgio Cabral e a Sra. Maria Helena Dutra.
O prêmio, em dinheiro, seria distribuído aos cinco primeiros colocados da seguinte forma: NCR$ 10 mil para o primeiro colocado, NCR$ 5 mil para o segundo, NCR$ 3 mil para o terceiro, NCR$ 2 mil para o quarto e NCR$ 1mil para o quinto colocado.
O vencedor receberia ainda o troféu “Lamartine Babo” e o melhor intérprete, o troféu “Carmem Miranda de Ouro”. Às 36 músicas classificadas foi assegurada a execução obrigatória nos bailes oficiais do Estado nos festejos de Momo do ano seguinte.
O grupo classificou duas músicas entre as 36: “É Bom Assim”, defendida por Gasolina, e “Portela Querida”, que foi gravada por Elza Soares.
Do concurso também participaram nomes consagrados em outros festivais; entre os finalistas, Pixinguinha, Zé Kétti e Eliziete Gomes, uma menina de 13 anos.
A final do concurso ocorreu no dia 09/12/1967, no Maracanãzinho. A grande vencedora foi “Amor de Carnaval”, de Zé Ketti, interpretada pelo próprio. “Portela Querida” composição de Picolino da portela ficou em 5º lugar e Elza Soares, que a interpretou, conquistou o troféu “Carmem Miranda de Ouro”, que foi entregue por Aurora Miranda (irmã de Carmem Miranda).
Após vencer o concurso o grupo ABC fez bastante sucesso, participando de programas de auditório e de rádio e fazendo diversos shows pela cidade.
Com a saída de Picolino, Edir Gomes, hoje integrante da Velha Guarda Show, ocupou o seu lugar. Em 1976, já com nova formação, o grupo emplacou o samba campeão para o carnaval 1976, “O Homem do Pacoval”. Após uma década de sucesso o grupo foi desfeito.

## Morte
Picolino da Portela faleceu em 9 de setembro de 2003 no Rio de Janeiro, bairro de Copacabana onde morava com sua esposa, afilhada e seu filho mais novo. O sambista tinha 73 anos e faleceu por problemas cardíacos. Vez por outra vinha tendo tais ataques, até o momento que um deles foi mais forte a chegar o momento que o cantor/compositor não resistiu. 